# Město ER
Město ER je druhé studiové a první české art-rockové album Michala Prokopa a skupiny Framus Five. Po nahrání v prosinci 1970 a v lednu 1971 se skupina rozpadla a Prokop následně zahájil popovou kariéru. Album bylo vydáno v roce 1971 u Supraphonu, reedice se dočkalo v roce 1990 u stejné firmy. 
Roku 1999 vydal titul Sony Music / Bonton v digitálním remasteringu a se dvěma bonusy. Roku 2008 vyšlo Město ER znovu u labelu Supraphonu v rámci albového boxu Michala Prokopa s názvem Pořád to platí. V srpnu 2016 se deska dočkala svého čtvrtého vydání, tentokrát v luxusním digipacku a dokonce i v podobě vinylu. První verze obalu fotografa Alana Pajera byla zakázána a objevila se až ve vydání 1999. Text k titulní skladbě napsal básník Josef Kainar. Komunistický režim následně stáhl album z distribuce.
Reedice obsahuje bonusové skladby „Modrá ryba“ (M. Prokop/V. Poštulka) a baladu „Co zbude z lásky“ (I. Trnka/V. Poštulka). Sestava Framus Five, která natočila „Město ER“ (M. Prokop, L. Andršt, L. Eliáš, I. Trnka, K. Jahn) vystoupila 3. ledna 1992 na akci COMEBACK II. v pražské Lucerně, aneb legendy Československého rocku se vracejí. Česká televize z tohoto vystoupení zaznamenala skladby „I've Got My Mojo Working“ a „Noc je můj den“.
K názvu titulní skladby „Město ER“ podle Kainarova textu Michal Prokop uvedl: „Když Josef přišel s texty, ptal jsem se, co to je. Vysvětlil mi, že kdysi bývalo sumerské město, které se jmenovalo Ur. Tohle na něj měl být odkaz. Město ER, to je civilizace povstalá z ruin.“ Kainar otextoval melodie určené ke dvěma písním a spojil je do jedné. 

## Obsazení
Obsazení skupiny:
- Michal Prokop – zpěv (1–5, 7, 8)
- Ivan Trnka – klávesy (1–5, 7, 8)
- Luboš Andršt – el. kytara (1, 2, 3, 4, 5, 6)
- Ladislav Eliáš – baskytara (1, 2, 7, 8)
- Luboš Nývlt – baskytara (3, 4)
- Michal Bláha – baskytara (5)
- Karel Káša Jahn – bicí (1, 2)
- Jaroslav Erno Šedivý – bicí (3–5)
- Petr Klárfeld – bicí (7, 8)
- Petr Hannig – klávesy (1 – intro, outro), orchestrální aranžmá (1–4)
- Petr Bezpalec – flétna (7)

## Skladby
1. „Město ER“ (19:07 / Prokop, Eliáš, Hannig, text: Kainar)
2. „Tys kámen“ (4:24 / Prokop, text: Prokop)
3. „Pláču“ (3:31 / Hannig, text: Hannig, Šárková)
4. „Kapela“ (2:56 / Hannig, text: Krečmar)
5. „Noc je můj den“ (4:57 / Andršt, text: Bláha)
6. „Perceptua“ (3:40 / Andršt)